# Musique omanie
 (février 2025).
La musique omanie est située à un carrefour culturel entre l'Arabie, l'Afrique de l'Est, la Perse, le Baloutchistan et le Portugal. Ce petit pays désertique et montagneux, aux longues côtes, abrite une riche variété de musique ; 130 styles (funun) ont été répertoriés. La rythmique y joue un rôle prépondérant avec des mesures allant jusqu'à 108 battements. La musique jouit en Oman d'une popularité sans égale et toute la population y participe activement. On y retrouve par ailleurs des caractéristiques similaires à celles de la musique yéménite.

## Musique savante
C'est la musique arabe classique qui fait office de musique savante avec sa théorie des maqâmat. L'oud y est l'instrument de prédilection.

## Musique traditionnelle
Caractérisée par un ambitus d'à peine quatre notes, et des mélodies simples, la musique folklorique trouve dans la rythmique (simple, boiteuse, complexe, entremêlée ou ornementée) son véritable accomplissement. On peut classer les nombreux styles en chants de marins ou de pêcheurs (midemah et shubani), chants de célébrations (dont celles religieuses : malid, mauled, taumina, shabaniya, tahlula et ahmad al-kabir), chants de Bédouins ('ayyâla) et chants de montagnards. Parmi eux, nombre de chants en swahili à échelles pentatoniques trahissent une origine africaine de même que les genres Liwa, Fann at-Tanbura et Zâr qui sont des rites populaires de possessions et d'exorcismes. Une polyrythmie est créée en croisant plusieurs rythmes de tambours et différents rythmes de battements de mains qui s'y superposent. Par ailleurs, il existe aussi un riche patrimoine de danses martiales musicales (aiyalah, razhah, lewah) où les danseurs jouent un rôle d'instrumentistes en créant des structures rythmiques à l'aide de leur corps.
Le Centre omani pour la musique traditionnelle est créé en 1984 afin de la préserver.

## Musique populaire
L'influence occidentale (classique, rock, ou folk) est prépondérante et l'artiste dominant est Salem Al-Araimi. Le compositeur argentin Lalo Schifrin compose en 2003 une suite pour orchestre intitulée Symphonic Impressions of Oman, sur commande du sultan Qabus ibn Saïd.

## Instruments traditionnels

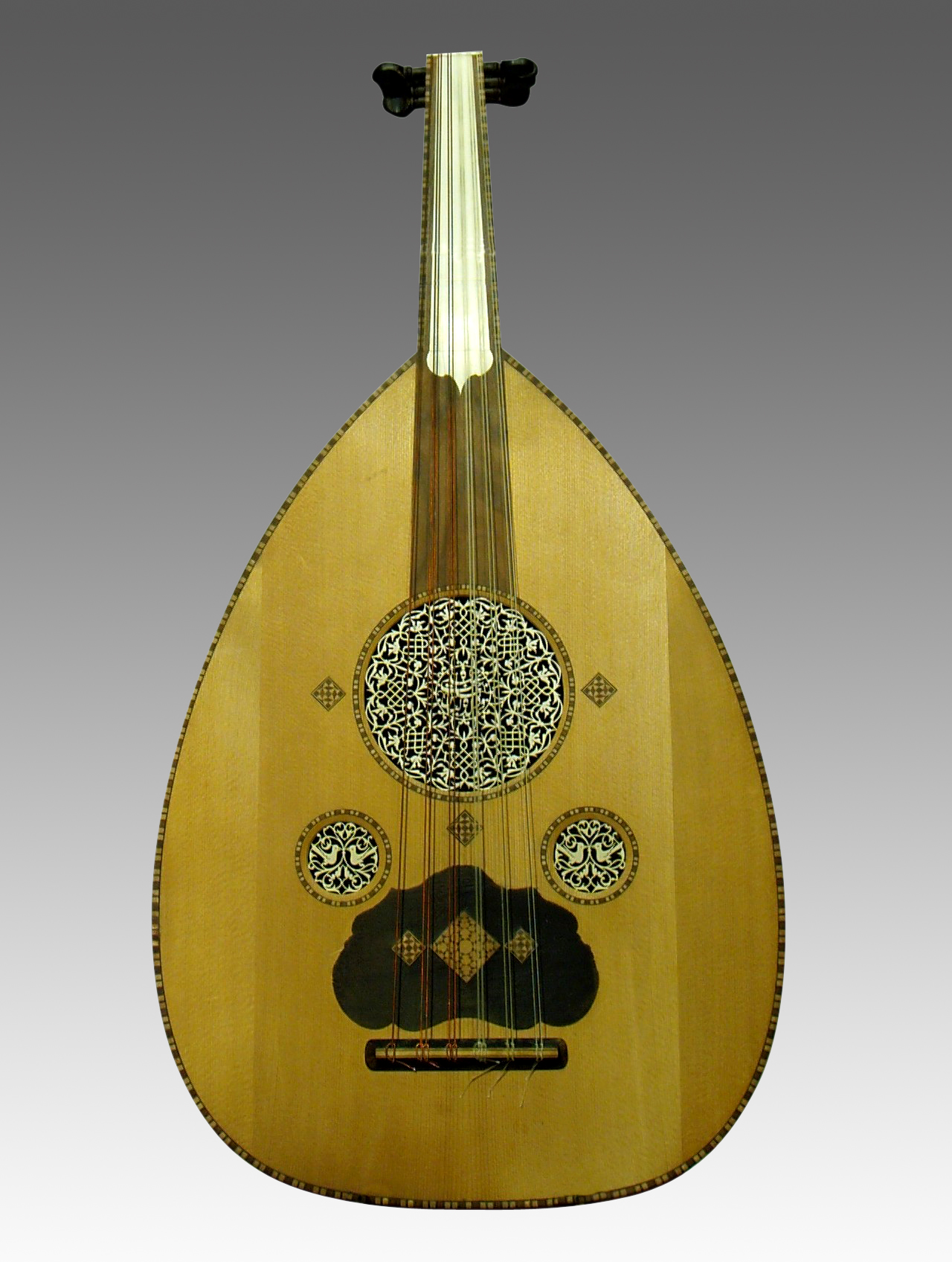
Oud.

Les instruments à vent comprennent : bûq, burgham, gim, habban (en), mizmar, qasaba, et zamr. Les instruments à cordes comprennent : oud, rabâb, tanburah (ou nuban). Les percussions comprennent : adad, duff zu l-galagil, duff saghir, kasir, kasir qasir, kasir mufaltah, khirkhash, khirkhasha, khalakhil, lubus ou habus, mangur, mirwas, musundu tawil, musundu qasir, musundu lewa, musundu at-tanbura, musundu raqs az-zinug, quta, rabub ou mahhar, rahmani tawil, ranna, rahmani, sama, sihal, tanak, waqqafi.